# Ammoxenus coccineus
Espèce
Synonymes
- Ammoxenus fallopius Lawrence, 1927

Ammoxenus coccineus est une espèce d'araignées aranéomorphes de la famille des Gnaphosidae.

## Distribution
Cette espèce se rencontre en Namibie, en Afrique du Sud, au Botswana et en Zambie.

## Description
La femelle holotype mesure 5,5 mm.
Les mâles mesurent de 2,8 à 4,4 mm et les femelles de 4,9 à 6,5 mm.
Ammoxenus coccineus est une araignée termitivore.

## Systématique et taxinomie
Cette espèce a été décrite par Simon en 1893.
Ammoxenus fallopius a été placée en synonymie par Dippenaar et Meyer en 1980.

## Publication originale
- Simon, 1893 : Histoire naturelle des araignées. Paris, vol. 1, p. 257-488 (texte intégral).